# 脇野龍屬
脇野龍屬（學名：Wakinosaurus）又譯秋田龍，是獸腳亞目恐龍的一屬，化石發現於日本九州，地質年代相當於下白堊紀的豪特里維階到巴列姆階。
在1990年，福岡縣北九州市的佐藤雅弘發現一顆獸腳類恐龍的牙齒。同年，北九州市自然博物館的岡崎美彦在期刊發表這個發現。在1992年，岡崎美彦將這顆牙齒敘述、命名。模式種是佐藤脇野龍（W. satoi），屬名意為「脇野蜥蜴」，因為化石發現處屬於關門層群下部的脇野亞層群千石組；種名則是以發現化石的佐藤雅弘為名。
正模標本（編號KMNH VP 000,016）是一顆牙齒，牙齒基部約3.29公分、寬1.04公分。根據估計，牙齒完整長度約7公分。牙齒有鋸齒狀邊緣，每5公厘有13個鋸齒邊緣。
脇野龍的化石只有牙齒，最初被認為是屬於斑龍科。目前被歸類於獸腳亞目的分類未定屬，狀態是疑名。
2020年有研究認為脇野龍可能是與高棘龍相似的基底鯊齒龍科恐龍。